# Estádio Gérson Campos
Estádio Gérson Campos – stadion piłkarski, w Oeiras, w stanie Piauí, w Brazylii, na którym swoje mecze rozgrywa klub Oeiras Atlético Clube.